# Das Dritte Land
Das Dritte Land war ein Künstlerprojekt anlässlich des 30. Jahrestags des Falls der Berliner Mauer, das auf die weiterhin bestehende Teilung von Nord- und Südkorea hinweisen sollte.

## Künstler
Das Kunstwerk wurde von den Installationskünstlern
- Han Seok-hyun (* 1975 in Seoul) und
- Kim Seung-hwoe

geschaffen.
Kuratorin des Projektes war Kim Keum-hwa (* 21. Juni 1982)

## Geographie
Das aus einem Garten bestehende Projekt befand sich im Berliner Bezirk Mitte, auf dem Matthäikirchplatz am Kulturforum, direkt gegenüber der St.-Matthäus-Kirche.

## Installation
Das Kernstück des Gartens bestand aus einer aus Basalt und Erde bestehenden Nachbildung des Baekdu-daegan, eines Gebirgszugs, der Nord- und Südkorea geographisch miteinander verbindet und auch in geisteswissenschaftlicher sowie soziokultureller Hinsicht für Südkorea von besonderer Bedeutung ist. Nach einer dreijährigen Vorbereitungszeit begannen die Künstler das Projekt im Jahr 2019 zu realisieren. Die Botschaft dabei war, dass die Natur keine Grenzen kennt. So wurden Pflanzen aus Nord- und Südkorea beschafft und Teil der Installation. Bei dem Titel „Das Dritte Land“ ließ sich die Kuratorin Kim Keum-hwa von dem Historiker und Humanisten Jacopo Bonfadio (1508–1550) inspirieren, der einen von Menschen erschaffenen Garten als „terza natura“ (dritte Natur) bezeichnete.

## Ausstellung
Zur Ausstellungseröffnung, die am 23. Mai 2019 stattfand, kamen zahlreiche koreanische Künstler, die der Eröffnung mit ihren Präsentationen ihren feierlichen Rahmen gaben. Unter ihnen waren u.  a. die Sopranistin Jo Su-mi, die Songwriterin Lee Lang und andere Künstler und Interpreten. Die Ausstellung wurde ursprünglich vom 23. Mai bis zum 15. November 2019 angesetzt, aber kurz vor Ablauf bis zum 30. Oktober 2020 verlängert.